# Škoda 740
Škoda 740 byl prototyp vozu nižší třídy s klasickým uspořádáním pohonu (motor uložený vpředu podélně, pohon zadních kol), a to v modifikaci "transaxle" – tj. s převodovkou u zadní nápravy (obdobný systém byl použit již ve 30. letech u sériového vozu Škoda Popular. Vývoj probíhal v letech 1967–71 v automobilce AZNP v Mladé Boleslavi. Do sériové výroby měl přijít v roce 1975 a jeho obchodní označení mělo být Škoda 900 a Škoda 1100.

## Vznik a vývoj
Na počátku vývoje stál dokument „Rozvoj integrované výroby osobních vozů v ČSSR“ z roku 1967, zpracovaný na popud nového ředitele AZNP Ing. Josefa Šimona, který mimo jiné předpokládal dvě nosné modelové řady automobilů Škoda – jednak větší vozy typové řady 720 (s motory 1250 a 1500 cm³), jednak menší vozy typové řady 740 (s motory 900 a 1100 cm³). Obě řady měly být vyráběny jako sedany, tudory, kombi a řada 720 navíc i jako kupé.
V říjnu 1969 byl zpracován projekt dvou provedení typové řady Škoda 740: ve verzi 0,9 l mělo jít o čtyřmístný malý automobil délky 3,5 m s rozvorem 2300 mm, ve verzi 1,1 l mělo jít o pětimístný nižší střední automobil délky 3,93 m s rozvorem 2450 mm. Základní karosérie měly být třídveřové nebo dvoudveřové s pevným zadním oknem a krátkým víkem zavazadelníku, na designu měl spolupracovat Ital Design (tj. Giorgetto Giugiaro). Motorizace se předpokládala vodou chlazenými řadovými zážehovými čtyřválci s litinovým blokem a hliníkovou hlavou válců DOHC (později jen OHC) v objemových verzích 893 cm³ (75×50,5 mm; 29 kW (39 k) při 5000 1/min), 1095 cm³ (75×62 mm; 37,5 kW (51 k) při 5200 1/min, ve verzi TS 43 kW (58 k) při 5500 1/min). Vnějším vizuálním rozpoznávacím znakem mezi verzemi měla být přední maska – slabší vůz měl mít pouze dva reflektory, zatímco verze se silnějším motorem měla mít vpředu čtveřici světlometů. Stejným způsobem se později lišily vozy Škoda 110 od slabších Škoda 100, resp. silnější Škoda 120 LS a 120 GLS od slabších verzí Škoda 105/120.
V roce 1970 se projekt změnil na jednu velikost karosérie v modifikacích sedan, tudor a kombi, vše na rozvoru 2444 mm. Přitom se počítalo s tím, že Š 740 v sériové výrobě nahradí dosavadní modelovou řadu Škoda 100/110. Zatímco však technické a estetické řešení souběžně vyvíjené větší řady 720 měla na starosti řada špičkových odborníků, menší řada 740 vznikala v nepoměrně skromnějších poměrech, už s povědomím toho, že půjde o levnější, a tudíž ne tolik reprezentativní automobily. Mnohem menší byl tedy i řešitelský tým, konstruktérem karosérie byl Ludvík Eimer (pozdější šéfkonstruktér řady Škoda 742 neboli Škoda 105/120), motorovou část řešil Ing. Josef Müller (mj. autor motoru pro vůz Škoda 1000 MB), úhledný design karosérie vytvořil Josef Čech – jeho malý pětidveřový sedan se splývavou zádí (resp. čtyřdveřový hatchback) byl zjevně inspirovaný slavným Renaultem 12, zaoblení karosérie napovídá na příbuznost se sériovými vozy Š 100/110.
První – a jediný – funkční vzorek byl tak zhotoven až v srpnu 1971, k funkčním zkouškám byl přistaven 30. 9. 1971.

## Konec projektu
V té době se však již vědělo, že celý projekt obou typových řad bude zrušen, oficiálně se tak stalo závěrečným protokolem z 9. 6. 1972, do kdy funkční vzorek najezdil jen něco přes 6100 km.
Už v prosinci 1970 se totiž představitelé vlád ČSSR a NDR dohodli na tom, že třída automobilů o motorovém objemu do 1,1 l se stane předmětem společného vývoje a výroby, a vláda ČSSR to potvrdila svým usnesením z dubna 1971. 30. 11. 1972 pak přijala vláda ČSSR usnesení „O realizaci rozvoje výroby osobních automobilů v ČSSR“, který znamenal příkaz pro AZNP, aby další vývoj pokračoval jen v součinnosti s východoněmeckými automobilkami. Zrodil se tak projekt Škoda 760.
Skutečná příčina je technická a v důsledku toho i finanční: řady 720 a 740 byly totiž vyvíjeny jako zcela nové auto, avšak bez jakékoliv vzájemné provázanosti (Š 720 – hliníkový motor, převodovka řešená jako skříň s víkem a umístěná u motoru; Š 740 – litinový motor; převodovka svisle půlená a umístěná u zadní nápravy) a tak by vzájemná záměnnost a sdílenost součástek byla minimální. Navíc zde chyběla i jakákoliv technologická návaznost na dosavadní výrobu, přestože se Š 740 měla vyrábět na stejných linkách jako dosavadní Škoda 100/110, kterou měla nahradit.

## Dochované vozy
Jediný vyrobený funkční vzorek modrozelené barvy se dochoval v depozitáři Škoda Auto.